# Quique Setién
Enrique "Quique" Setién Solar (Santander, 27 de setembro de 1958) é um treinador e ex-futebolista espanhol que atuava como meio-campista. Atualmente está sem clube.

## Carreira como jogador

### Clubes
Como jogador, destacou-se pelo Racing Santander, onde teve duas passagens (1977 a 1985 e 1992 a 1996) e jogou 328 partidas, marcando 68 gols. Defendeu ainda o Atlético de Madrid e o Logroñés, antes de encerrar a carreira em 1996, aos 37 anos. Porém, voltou aos gramados para ajudar o Levante — que disputava a Segunda División B, a terceira divisão nacional — a conquistar uma vaga na segunda divisão. Quique encerrou definitivamente a carreira após três partidas, não tendo conseguido o acesso.

### Seleção Nacional
Pela Seleção Espanhola, jogou apenas três vezes entre 1985 e 1986, ano em que foi convocado para a Copa do Mundo FIFA de 1986. Ele não disputou nenhum jogo pela Fúria no torneio, a única competição de sua carreira internacional.

## Carreira como treinador

### Início
Iniciou a carreira de treinador em 2001, no Racing Santander, onde permaneceu durante uma temporada. Comandou ainda o Poli Ejido, o Logroñés e o Lugo, além da Seleção Guinéu-Equatoriana entre 2006 e 2007.

### Betis
Após fazer duas boas temporadas no comando do Las Palmas, em maio de 2017 foi anunciado como técnico do Betis, onde também permaneceu por duas temporadas. Deixou a equipe de Sevilha no dia 19 de maio de 2019.

### Barcelona
Foi anunciado oficialmente pelo Barcelona no dia 13 de janeiro de 2020, assinando até junho de 2022. Realizou sua estreia no dia 19 de janeiro, em uma vitória por 1–0 sobre o Granada no Camp Nou, válida pela La Liga.
No dia 14 de agosto, depois de uma eliminação nas quartas de final da Liga dos Campeões da UEFA de maneira vexatória, perdendo por 8–2 para o Bayern de Munique, Setién foi demitido do clube catalão minutos após o término da partida. Desde 2008 o Barcelona não terminava uma temporada sem títulos; com Setién o time foi vice no Campeonato Espanhol (conquistado pelo Real Madrid) e caiu na Copa do Rei perante o Athletic Bilbao.

## Títulos

### Como jogador
Atlético de Madrid
- Supercopa da Espanha: 1985